# Юшаєв Султан Тагірович
Султан Тагирович Юшаєв (нар. 24 квітня 1960, Хасав'юрт, Дагестанська АРСР, РРФСР, СРСР) — чеченський художник, нині проживає в Бельгії, був членом Спілки художників СРСР, член Товариства бельгійських професійних художників. Старший брат Заміра Юшаєва. Автор герба Чеченської республіки Ічкерія.

## Біографія

### Юність
Народився 24 квітня 1960 ріка в чеченській родині в місті Хасавюрт Дагестанської АРСР, РРФСР. У 1978 році закінчив Хасавюртовское ЗОШ № 14 імені х. Нураділова. У тому ж році вступив до Ізбербашського педагогічного училища на відділення художника-викладача. Через рік Юшаєв перевівся в Дагестанське художнє училище імені М. А. Джемала в Махачкала. У 1982 році, залишивши училище, поїхав до м. Ленінград і влаштувався вільним слухачем в Санкт-Петербурзький державний академічний інститут живопису, скульптури та архітектури імені Іллі Рєпіна. І в тому ж році вступив до цього ж інституту на факультет живопису. У 1983 році був призваний до Радянської Армії. Після дворічної служби, в 1985 році продовжив навчання в Академії мистецтв у майстерні А.а. Мельникова — академіка живопису, народного художника СРСР (майстерня монументального живопису). Дипломною роботою художника була картина "з рідної землі", про депортацію чеченського народу в лютому 1944 року. Полотно зберігається в науково-дослідному музеї Академії мистецтв. Після завершення навчання, на запрошення Міністерства культури Чечено-Інгушської АРСР Султан Юшаєв поїхав працювати в місто Грозний. У 1991 році Султан Юшаєв став членом Спілки художників СРСР.

### Кар'єра
На чеченському національному з'їзді в Грозному 23 - 25 Листопад 1990 г, був оголошений конкурс на виконання ескізів першого чеченського герба. Варіант герба Султана Юшаєв сподобалася оргкомітету, після чого був прийнятий як офіційний герб Чеченської республіки Ічкерія. Наприкінці 1991 року С.Юшаєв був запрошений в Королівський Кілський університет Великобританії, де провів виставку своїх картин; також проводив там майстер-класи на факультеті образотворчих мистецтв. Пізніше Султана Юшаєва для написання портрета Ексетерського університету запросили в місто Ексетер. Портрет знаходиться в галереї університету серед портретів колишніх президентів.
Пізніше було написано кілька сімейних портретів для приватних колекціонерів. Султан Юшаєв приїжджав додому і брав активну участь на всіх виставках, які проходили в Грозному. Пізніше, в 1995—1996 роки, під час бойових дій, вся колекція робіт художника, що знаходилася в музеї образотворчих мистецтв ім. П. Захарова, безповоротно втрачена.

## Герб Ічкерії

Герб Чеченської Республіки Ічкерія

Влітку 1990 року Султан Юшаєв приїхав до Чечні з Ленінграда (Санкт-Петербурга) і облаштовувався в столиці Чечні, місті Грозному. Організатори загальнонаціонального з'їзду чеченського народу, який пізніше став Конгресом (ОКЧН), готувалися до з'їзду, запланованого на осінь 1990 року, і вирішили, що на цьому форумі повинні бути прапор і герб. Був оголошений конкурс в Спілці художників Чечні, в якому майже всі художники взяли участь. У кожного художника був свій варіант герба, і у Юшаєва був варіант з вовком в колі вічності. Був ще другий варіант з вовком в трикутнику, де кожен кут герба символізував минуле, сьогодення і майбутнє чеченського народу. Оргкомітет обговорював всі варіанти, і ескіз Юшаєва з вовком сподобався всім. Цей варіант гаряче підтримали відомий чеченський історик Долхан Хожаєв, популярний чеченський поет Апті Бісултанов і багато інших. Цей варіант був прийнятий оргкомітетом з'їзду чеченського народу. На першому з'їзді ОСЧН герб був без зірок, а ідея додавання зірок прийшла пізніше після звернення чеченських істориків, які вивчають тайпи і Тукуми. Історики попросили Юшаєва, зберігаючи існуючу геральдику, додати зірки. Однак Юшаєву довелося поїхати в Велику Британію на запрошення одного з місцевих університетів, де Султан Юшаєв працював у Лондоні деякий час.